# Hydro (Oklahoma)
Hydro è un comune degli Stati Uniti d'America, situato nello Stato dell'Oklahoma, diviso tra la contea di Caddo e la contea di Blaine.